# Prix Emmanuel-Roblès
Le prix Emmanuel-Roblès, ou prix des lecteurs de Blois-Agglopolys, est un prix littéraire créé en 1990 récompensant l'auteur d'un premier roman. Il est dénommé ainsi en hommage à Emmanuel Roblès.
Des lycéens, étudiants, bibliothécaires, libraires, adhérents d'associations, détenus de la Maison d'arrêt ou tout passionné par le livre, se regroupent pour travailler sur cette sélection, en France et à l’étranger. Le prix est doté d'une bourse (5 000 € en 2014) qui lui permet de commencer ou de poursuivre un projet d'écriture.

## Lauréats du prix Emmanuel-Roblès
- 1991 – Nina Bouraoui : La Voyeuse interdite (Gallimard)
- 1992 – Patrice Orcel : Un dilettante à la campagne (Gallimard)
- 1993 – Bernard Chambaz : L'Arbre de vies (Bourin)
- 1994 – Tobie Nathan : Saraka Bô (Rivages)
- 1995 – Maïté Pinero : Le Trouble des eaux (Julliard)[4]
- 1996 – Christian Le Guillochet : L'Oiseau éventail (Lucien Souny)
- 1997 – Dominique Sigaud : L'Hypothèse du désert (Gallimard)
- 1998 – Bénédicte Puppinck : Éther (Seuil)
- 1999 – Nicolas Michel : Un revenant (Gallimard)
- 2000 – Armel Job : La Femme manquée (Robert Laffont)
- 2001 – Philippe Besson : En l'absence des hommes (Julliard)
- 2002 – Soazig Aaron : Le Non de Klara (Maurice Nadeau)
- 2003 – Stéphane Héaume : Le Clos Lothar (Zulma)
- 2004 – Aminata Zaaria : La nuit est tombée sur Dakar (Grasset)
- 2005 – Jean-Pierre Ohl : Monsieur Dick ou le Dixième Livre (Gallimard)
- 2006 – Hugo Boris : Le Baiser dans la nuque (Belfond)
- 2007 – Carole Martinez : Le Cœur cousu (Gallimard)
- 2008 – Marc Lepape : Vasilsca (Galaade)
- 2009 – Tatiana Arfel : L'Attente du soir (Corti)
- 2010 – Estelle Nollet : On ne boit pas les rats-kangourous (Albin Michel)[5]
- 2011 – Hélène Grémillon : Le Confident (Plon)[6]
- 2012 – François Garde : Ce qu'il advint du sauvage blanc (Gallimard)
- 2013 – Raphaël Jérusalmy : Sauver Mozart : Le journal d'Otto J. Steiner (Actes Sud)
- 2014 – Nicolas Clément : Sauf les fleurs (Buchet-Chastel)
- 2015 – Mathias Menegoz : Karpathia (P.O.L)
- 2016 – Olivier Bourdeaut : En attendant Bojangles (Finitude)
- 2017 – Négar Djavadi : Désorientale (Liana Levi)
- 2018 – Sébastien Spitzer : Ces rêves qu'on piétine (éditions de l'Observatoire)
- 2019 – Marc Alexandre Oho Bambe : Diên Biên Phù (Sabine Wespieser éditeur)
- 2020 – Joseph Ponthus : À la ligne : feuillets d'usine (La Table ronde)
- 2021 – Dimitri Rouchon-Borie : Le démon de la colline aux loups (Éditions Le Tripode)
- 2022 – Julie Ruocco : Furies (Actes Sud)
- 2023 – Yann Brunel : Homéomorphe (Gallimard)
- 2024 – Paul Saint Bris : L’allègement des vernis (Éditions Philippe Rey)